# Eastmanosteus
Genre
Eastmanosteus est un genre fossile de poissons cuirassés marins à mâchoires (placodermes) de l'ordre des arthrodires et ayant vécu au cours du Dévonien il y a environ entre −394 et −360 Ma (millions d'années).
Il est rattaché, soit à la famille des Dinichthyidae, soit à celle des Dunkleosteidae comme son cousin géant Dunkleosteus.

## Description
Les spécimens les mieux conservés appartiennent à l'espèce Eastmanosteus calliaspis, fréquente dans le gisement du  Lagerstätte de la Formation de Gogo dans le Nord de l’État d'Australie-Occidentale.
Les poissons de cette espèce mesuraient environ 1,50 m de long (les plus grands Eastmanosteus atteignant 3 m). La qualité de la conservation sur ce site a permis d'identifier des traces de tissus mous comme des tissus nerveux, des fibres musculaires et des indications du système circulatoire. Ces traces de issus mous sont parmi les plus vieilles conservées chez les gnathostomes.

## Liste des espèces
Selon Paleobiology Database (24 mars 2024) :
- † Eastmanosteus aduncus (Hussakof & Bryant, 1919)
- † Eastmanosteus egloni (Obrucheva, 1956)
- † Eastmanosteus licharevi (Obrucheva, 1956)
- † Eastmanosteus precursor (Newberry, 1889)
- † Eastmanosteus pustulosus (Eastman, 1897)
- † Eastmanosteus tuberculatus (Newberry, 1888)

## Classification
Le nom valide complet (avec auteur) de ce taxon est Eastmanosteus Obruchev (d), 1964. Son espèce-type est Eastmanosteus pustulosus.